# Abstrakter Wiener-Raum
Ein abstrakter Wiener-Raum ist eine Konzept aus der Stochastik, welches einerseits den klassischen Wiener-Raum verallgemeinert und andererseits eine Konstruktion ist, um zylindrische gaußsche Maße in separablen Hilberträumen auf Banachräumen als σ-additive Maße fortzusetzen. Die Konstruktion weist den Cameron-Martin-Räumen aus dem Satz von Cameron-Martin ihre zentrale Stellung in der modernen Stochastik zu. Der abstrakte Wiener-Raum wurde 1967 von dem US-amerikanischen Mathematiker Leonard Gross eingeführt und das Konzept hat Parallelen zu dem des Gelfand-Tripels, unterscheidet sich aber dadurch, dass es ein rein maßtheoretisches Konzept ist.
In unendlichdimensionalen topologischen Räumen verwendet man häufig zylindrische Maße, welche keine klassischen Maße im eigentlichen Sinne sind, da sie auf der zylindrischen Algebra per Definition nicht σ-additiv sein müssen. Sie sind aber σ-additiv auf allen endlichdimensionalen Projektionen. Die Idee hinter des abstrakten Wiener-Raumes ist es nun, für ein zylindrisches gaußsches Maß auf einem Hilbertraum {\displaystyle H} eine passende Erweiterung des Raumes {\displaystyle H\subseteq B} zu finden, so dass das gaußsche Maß σ-additiv auf der zylindrischen Algebra {\displaystyle {\mathcal {Zyl}}(B,B')} des Banachraumes wird. Dies geschieht durch Einführung der sogenannten Gross-Messbarkeit oder der messbaren Halbnorm. Der Banachraum {\displaystyle B} wird dann definiert als die Vervollständigung unter dieser messbaren Norm. Das zylindrische gaußsche Maß bleibt dann auch σ-additiv auf der zylindrischen σ-Algebra, was aus dem Maßerweiterungssatz von Carathéodory folgt.

## Einleitung und Historisches
Um die Idee hinter dem abstrakten Wiener-Raum besser zu verstehen, wird der abstrakte Wiener-Raum unter Bezug der Geschichte hergeleitet.

### Der klassische Wiener-Raum als Banachraum
Ausgehend von der brownschen Bewegung konstruierte Norbert Wiener 1923 ein gaußsches Maß {\displaystyle \gamma } auf dem Funktionenraum
{\displaystyle C:=\{f:[0,1]\to \mathbb {R} ^{d}\mid f{\text{ ist stetig}},\;f(0)=0\}.}
Als σ-Algebra kann man die borelsche oder zylindrische σ-Algebra wählen, sie sind in diesem Fall die gleichen σ-Algebren, was in unendlichdimensionalen Räumen im Allgemeinen nicht der Fall ist.
Ausgestattet mit der Supremumsnorm
{\displaystyle \|f\|_{\infty }=\sup \limits _{t\in [0,1]}|f(t)|}
wird {\displaystyle C} zu einem Banachraum, da {\displaystyle [0,1]} kompakt ist und die Funktionen stetig sind. Möchte man hingegen Funktionen der Form {\displaystyle f:[0,\infty )\to \mathbb {R} ^{d}} betrachten, so erhält man zwar einen vollständigen, separablen metrischen Raum, aber keinen Banachraum. Damit dieser Raum zu einem Banachraum wird, benötigt man zusätzlich die Bedingung {\displaystyle \lim \limits _{t\to \infty }t^{-1}|f(t)|=0}.

### Der Differentialkalkül in unendlichdimensionalen Räumen
Wiener führte 1930 in seinem Studium zur verallgemeinerten harmonischen Analysis das Integral über diesem Raum ein
{\displaystyle \int _{C}F[f]\gamma (df),}
welches heute als „ursprüngliches“ Wiener-Integral bezeichnet wird. Heute verwendet man den Begriff Wiener-Integral aber meistens für ein stochastisches Integral mit deterministischem Integranden, ohne das dabei über einen Funktionenraum integriert wird.
Ein Wiener-Funktional ist eine Abbildung der Form {\displaystyle F:C\to \mathbb {R} }. Möchte man nun diese Abbildung differenzieren, so wäre die natürlich Wahl das Gâteaux-Differential in Richtung von {\displaystyle g\in C}, da {\displaystyle (C,\|\cdot \|_{\infty })} ein Banachraum ist, das heißt
{\displaystyle D_{g}F:=\lim _{\tau \to 0}{\frac {F[f+\tau g]-F[f]}{\tau }}=\left.{\frac {d}{d\tau }}F[f+\tau g]\right|_{\tau =0}}.
Es stellt sich jedoch raus, dass diese Ableitung nicht für alle {\displaystyle g\in C} definiert ist. Es existiert sogar ein Unterraum {\displaystyle G\subset C}, der „volles“ Maß hat {\displaystyle \gamma (G)=1}, aber der Shift des Wienerraumes „leer“ ist
{\displaystyle \gamma (g+C)=0}
für ein beliebiges Element aus dem Unterraum {\displaystyle g\in G}.
Beschränkt man jedoch die Richtungen auf einen passenden Unterraum {\displaystyle H\subset C}, so lässt sich ein neuer Ableitungsbegriff definieren, was im Malliavin-Kalkül gemacht wird. Welches die richtigen Unterräume bei einem gaußschen Maß sind, beantworten die folgenden Abschnitte.

### Reproduzierende Operatoren und ihre Hilberträume
Sei {\displaystyle E} ein lokalkonvexer Raum, der auch Hausdorff ist, und sei {\displaystyle H} ein eingebetteter Hilbertraum in {\displaystyle E}, das heißt es existiert eine stetige und injektive Funktion
{\displaystyle t:H\hookrightarrow E.}
Der Darstellungssatz von Fréchet-Riesz sagt, dass {\displaystyle H} isomorph zu seinem topologischen Dualraum {\displaystyle H'} ist, das bedeutet wiederum, dass die adjungierte Abbildung
{\displaystyle t^{*}:E'\to H}
auch stetig ist.
Betrachtet man nun die Komposition der beiden Abbildungen {\displaystyle R:=tt^{*}}, dann ist das ein linearer Operator
{\displaystyle R:E'\to E},
der reproduzierender Operator genannt wird. Der Hilbertraum {\displaystyle H} zu einem reproduzierenden Operator {\displaystyle R} wird auch kern-reproduzierender Hilbertraum genannt und man kann zeigen, dass eine Bijektion zwischen den reproduzierenden Operatoren und deren Hilberträume existiert.

#### Der Cameron-Martin-Raum
Betrachte nun ein gaußsches Maß {\displaystyle \gamma } auf dem lokalkonvexen Raum {\displaystyle E}. Sei {\displaystyle \mathbb {E} _{\gamma }[f]} der Erwartungswert bezüglich {\displaystyle \gamma }. Der Kovarianzoperator von {\displaystyle \gamma } ist für zwei Elemente {\displaystyle f\in E'} und {\displaystyle g\in E'} wie folgt definiert
{\displaystyle R_{\gamma }(f)(g)=\int _{E}\left(f-\mathbb {E} _{\gamma }[f]\right)\left(g-\mathbb {E} _{\gamma }[g]\right)\gamma (dx)}
mit der Abbildung in den Bidualraum
{\displaystyle R_{\gamma }:E'\to (E')^{*}}.
Die Abbildung
{\displaystyle \operatorname {Cov} _{\gamma }(f,g):=R_{\gamma }(f)(g)}
nennt man auch Kovarianz. Der Operator {\displaystyle R_{\gamma }} ist ein reproduzierender Operator, das heißt für {\displaystyle R_{\gamma }} und {\displaystyle \operatorname {Cov} _{\gamma }} existiert ein eindeutiger kern-reproduzierender Hilbertraum {\displaystyle H_{\gamma }}.
Der Satz von Cameron-Martin gibt dem Raum {\displaystyle H_{\gamma }} eine zentrale Stellung in der Stochastik, deshalb wird er zu Ehren der beiden amerikanischen Mathematikern Robert Horton Cameron und William Ted Martin auch Cameron-Martin-Raum genannt.

### Der Satz von Cameron-Martin
1943 veröffentlichten Cameron und Martin den einflussreichen Satz von Cameron-Martin über die Transformation von Wiener-Integralen, im Sinne des Integrals über den klassischen Wiener-Raum. Die ursprüngliche Variante befasste sich mit der Transformation des Integrals unter der Translation
{\displaystyle F[g]\to F[g+h].}
Der ursprüngliche Satz lautet:
Die Translation {\displaystyle g\to g+h} erzeugt genau dann ein absolut stetiges Maß bezüglich des Wiener-Maßes {\displaystyle \gamma }, wenn {\displaystyle h} absolut stetig ist und für die Ableitung {\displaystyle h'} gilt {\displaystyle h'\in L^{2}([0,1],dx)}.
Der Satz gibt dem Raum absolut stetigen Funktionen mit quadratintegrierbar Ableitung bezüglich des Lebesgue-Maßes
{\displaystyle H_{\gamma }=\{h\in C\colon h{\text{ absolut stetig}},\;h'\in L^{2}([0,1],dx)\}}
eine zentrale Bedeutung für das Wiener-Maß. Es handelt es sich um den Cameron-Martin-Raum von {\displaystyle \gamma } in {\displaystyle C}.
Bevor wir näher auf diesen Raum eingehen, werden wir noch die moderne und abstrakte Variante des Satzes von Cameron-Martin in kurzer Form betrachten. Diese lautet wie folgt:
Sei {\displaystyle E} ein lokalkonvexer Vektorraum und {\displaystyle \gamma } ein gaußsches Maß darauf. Notiere die Translation um ein Element {\displaystyle m\in E} durch {\displaystyle \gamma _{m}(A)=\gamma (A+m)}. Weiter sei {\displaystyle R_{\gamma }} der Kovarianzoperator, welcher einen Cameron-Martin-Raum {\displaystyle H_{\gamma }\subset E}  induziert. Falls {\displaystyle m\in H_{\gamma }}, dann ist {\displaystyle \gamma _{m}} absolutstetig bezüglich {\displaystyle \gamma }.
Der Satz sagt also, für das gaußsches Maß {\displaystyle \gamma _{m}} existiert eine Radon-Nikodym-Dichte bezüglich {\displaystyle \gamma .} Deshalb wird im Malliavin-Kalkül der Ableitungsbegriff entlang der Cameron-Martin-Richtungen {\displaystyle h\in H_{\gamma }} definiert.

### Vom Wiener-Raum zum allgemeinen Banachraum
Betrachten wir nochmals die ursprüngliche Variante des Satzes von Cameron-Martin. Eine zentrale Stellung in dem Satz hat der Hilbertraum {\displaystyle (H_{\gamma },\langle ,\rangle _{H})} der absolut-stetigen Funktionen mit quadratisch-integrierbarer Ableitungen
{\displaystyle \langle f,g\rangle =\int _{0}^{1}f'(x)g'(x)dx.}
Dieser Raum ist eine Nullmenge unter dem Wiener-Maß
{\displaystyle \gamma (H_{\gamma })=0,}
tatsächlich ist jeder stetig eingebettete Hilbertraum {\displaystyle H\subset C} eine {\displaystyle \gamma }-Nullmenge. Doch die euklidische Struktur des Hilbertraumes ist das, was die Struktur des Satzes von Cameron-Martin bestimmt.
Diese Bedeutung wurde dem Mathematiker Irving Segal klar, welcher gaußsche Maße auf einem beliebigen Hilbertraum unter linearen Operatoren {\displaystyle T} untersuchte und den Satz von Cameron-Martin auf allgemeine Hilberträume verallgemeinerte.
Leonard Gross erkannte dann, dass nicht nur der Hilbertraum {\displaystyle H_{\gamma }} eine wichtige Bedeutung hat, sondern auch die Beziehung zwischen dem Hilbertraum und seinem Banachraum, in dem der Hilbertraum eingebettet {\displaystyle H_{\gamma }\subseteq B} ist. Doch statt die Hilbertraum-Norm zu betrachten, führte er eine schwächere sogenannte messbare Norm ein, so dass {\displaystyle B} die Vervollständigung unter der messbaren Norm ist. Heute spricht man auch von Gross-messbarkeit.
In topologischen Vektorräumen, welche unendlichdimensional sind, arbeitet man häufig nicht direkt auf der borelschen σ-Algebra, weil diese zu groß ist und Probleme mit sich ziehen kann. Stattdessen betrachtet man häufig die zylindrischen Maße, welche per Definition nur additive Mengenfunktionen auf der zylindrischen Algebra sind. Die Idee hinter der Gross-messbaren Halbnorm {\displaystyle \|\cdot \|_{1}} ist es nun, dass ein gaußsches Maß auf einem Hilbertraum {\displaystyle H_{\gamma }\subset B} in dem Banachraum {\displaystyle (B,\|\cdot \|_{1})} auch ein σ-additives Maß auf dem Banachraum ist.

## Abstrakter Wiener-Raum
Sei {\displaystyle H} separabler reeller Hilbertraum und {\displaystyle H'} sein topologischer Dualraum, ausgestattet mit der zylindrischen Algebra {\displaystyle {\mathcal {Zyl}}(H,F)} für einen Unterraum {\displaystyle F\subseteq H'} und dem kanonischen zylindrischen Wiener-Maß {\displaystyle \gamma } darauf. Weiter sei {\displaystyle {\mathcal {P}}(H)} die Menge aller orthogonalen Projektionen in {\displaystyle H} mit endlich-dimensionalen Bild.

### Messbare Halbnorm
Eine Halbnorm {\displaystyle \|\cdot \|_{1}} auf {\displaystyle H} heißt Gross-messbar oder messbar, falls für jede reelle Zahl {\displaystyle \varepsilon >0} eine endlichdimensionale orthogonale Projektion {\displaystyle P_{\varepsilon }} existiert, so dass für alle {\displaystyle P\in {\mathcal {P}}(H)}, welche orthogonal zu {\displaystyle P_{\varepsilon }} sind, das heißt {\displaystyle PP_{\varepsilon }=0}, die Ungleichung
{\displaystyle \gamma \left(\{x\in H:\|Px\|_{1}>\varepsilon \}\right)<\varepsilon }
gilt. Wobei {\displaystyle \gamma } das kanonische zylindrische Wiener-Maß auf {\displaystyle H} bezeichnet.
Die Halbnorm {\displaystyle \|\cdot \|_{1}} muss nicht die Skalarproduktnorm {\displaystyle \|\cdot \|_{H}} des Hilbertraumes sein.

#### Eigenschaften
Man kann zeigen, dass jede Gross-messbare Halbnorm eine stetige Halbnorm ist. Gross-messbare Normen können mit Hilfe von Hilbert-Schmidt-Operatoren charakterisiert werden. Sei {\displaystyle q} eine Norm auf {\displaystyle H} definiert durch einen linearen Operator {\displaystyle T\in L(H)} und {\displaystyle q(x)=\|Tx\|_{H}}. Dann ist {\displaystyle q} dann und nur dann Gross-messbar, wenn {\displaystyle T} ein Hilbert-Schmidt-Operator ist.

### Abstrakter Wiener-Raum
Ein abstrakter Wiener-Raum ist das Tripel {\displaystyle (H,B,i)} bestehend aus
- einem separablen reellen Hilbertraum {\displaystyle H},
- einem separablen Banachraum {\displaystyle (B,\|\cdot \|_{1})},
- einer stetigen linearen Einbettung {\displaystyle i:H\to B} mit dichtem Bild {\displaystyle i(H)} in {\displaystyle B}, so dass {\displaystyle \|\cdot \|_{1}} respektive {\displaystyle \|i(\cdot )\|_{1}} Gross-messbar ist.[15][16]

In anderen Worten, für einen separablen reellen Hilbertraum {\displaystyle H} und eine Gross-messbare Norm {\displaystyle \|\cdot \|_{1}} wählt man {\displaystyle B} als die Vervollständigung unter dieser Norm.
Häufig definieren Autoren den abstrakten Wienerraum ohne explizite Nennung der Einbettung {\displaystyle i} und der messbaren Norm einfach als {\displaystyle (H,B,\gamma )}.

#### Das Resultat von Gross
Sei {\displaystyle (H,B,i)} ein abstrakter Wiener-Raum und {\displaystyle \gamma } ein zylindrisches gaußsches Maß auf {\displaystyle H}, dann ist {\displaystyle \gamma \circ i^{-1}} ein σ-additives zylindrisches Maß auf {\displaystyle B} respektive auf der zylindrischen Algebra {\displaystyle {\mathcal {Zyl}}(B,B')}. Weiter lässt sich zeigen, dass {\displaystyle H} zugleich der Cameron-Martin-Raum von {\displaystyle \gamma } auf {\displaystyle B} ist.

#### Erläuterungen
Gegeben sei reeller separabler Hilbertraum {\displaystyle H}, ein zylindrisches gaußsches Maß {\displaystyle \gamma } und eine messbare Norm {\displaystyle \|\cdot \|_{1}} auf {\displaystyle H}. Wenn nun der Banachraum {\displaystyle B} die Vervollständigung unter {\displaystyle \|\cdot \|_{1}} ist, dann lässt sich {\displaystyle \gamma } als gaußsches Maß auf {\displaystyle B} fortsetzen, das heißt als σ-additives Maß.
Da {\displaystyle \gamma } σ-additiv auf der zylindrischen Algebra {\displaystyle {\mathcal {Zyl}}(B,B')} ist, ist nach dem Maßerweiterungssatz von Carathéodory auch σ-additiv auf der zylindrischen σ-Algebra {\displaystyle {\mathcal {E}}(B,B')=\sigma ({\mathcal {Zyl}}(B,B'))} und deshalb auch ein Maß im klassischen Sinne.

### Beispiele
Sei {\displaystyle C} der klassische Wiener-Raum, {\displaystyle H_{\gamma }\subset C} der Raum
{\displaystyle H_{\gamma }=\{h\in C\colon h{\text{ absolut stetig}},\;h'\in L^{2}([0,1],dx)\}}
und {\displaystyle i:H_{\gamma }\to C} die Inklusionsabbildung, dann ist {\displaystyle (H_{\gamma },C,i)} ein abstrakter Wiener-Raum.